# Perfect Dark
Perfect Dark é um jogo eletrônico de tiro em primeira pessoa desenvolvido e publicado pela Rare para o console Nintendo 64 em 2000. É o primeiro jogo da série Perfect Dark e sua história segue Joanna Dark, uma agente do centro de pesquisa Carrington Institute, em sua luta para tentar impedir uma conspiração extraterrestre da empresa rival dataDyne. O jogo apresenta um modo campanha onde o jogador deve completar uma série de fases para progredir na história, bem como uma gama de opções multijogador, incluindo um modo cooperativo e cenários tradicionais de mata-mata com bots controlados por computador.
Considerado um sucessor espiritual do jogo de tiro em primeira pessoa GoldenEye 007 da Rare, Perfect Dark compartilha muitos recursos com seu predecessor e roda em uma versão atualizada de seu motor de jogo. O diretor de GoldenEye 007, Martin Hollis, liderou a produção do jogo durante os primeiros quatorze meses de seu ciclo de desenvolvimento de quase três anos antes de deixar a Rare para buscar outros interesses. O jogo é um dos títulos mais avançados tecnicamente para o Nintendo 64 e requer um Expansion Pak para acessar o modo campanha e a maioria dos recursos multijogador. Pouco antes do seu lançamento, um recurso que permitiria que os jogadores colocassem uma fotografia de sua escolha no rosto de seu personagem multijogador foi cortado devido a questões delicadas em torno da capacidade dos jogadores de atacar imagens de pessoas reais.
Após o seu lançamento, Perfect Dark recebeu aclamação da crítica e vendeu relativamente bem, eventualmente se juntando à seleção de jogos "Player's Choice" da Nintendo. Os críticos elogiaram amplamente seus gráficos, inteligência artificial e número de opções multijogador, mas alguns criticaram sua taxa de quadros inconsistente. O jogo recebeu o prêmio de "Imagens em Movimento" do BAFTA Interactive Entertainment Awards em 2000 e o Golden Satellite Award de "Melhor Produto Interativo" em 2001. O jogo é ocasionalmente citado como um dos melhores jogos eletrônicos de todos os tempos. Uma remasterização, também intitulada Perfect Dark, com gráficos aprimorados e multijogador on-line, foi lançada em 2010.

## Jogabilidade
Perfect Dark é um jogo eletrônico de tiro em primeira pessoa onde os jogadores devem completar fases para desbloquear conteúdo e progredirem na história. Os jogadores controlam o seu personagem de uma perspectiva em primeira pessoa e têm a capacidade de inclinar-se para a esquerda ou direita, olhar para cima ou para baixo, agachar, engatinhar e cair da maioria das saliências; não possui a capacidade de pular. A interação com o ambiente se dá por meio de um único botão sensível ao contexto, que pode ativar computadores, operar elevadores e abrir portas. Os jogadores podem carregar um número ilimitado de armas, desde pistolas a rifles de assalto, lança-foguetes, espingarda, rifle de precisão e facas de combate. Além de seu modo de fogo primário, as armas têm uma função secundária que habilita um modo de fogo alternativo ou concede aos jogadores habilidades especiais. Por exemplo, a função secundária do rifle de assalto K7 Avenger detecta ameaças como dispositivos explosivos. A maioria das armas possui um carregador finito e deve ser recarregada após um certo número de tiros. Algumas podem ser usadas em duplicata, uma em cada mão.
Os jogadores possuem uma certa quantidade de vida que diminui à medida que são atacados por oponentes. Embora o jogo não contenha itens de recuperação de vida, os jogadores podem pegar escudos que os protegem com uma barra de vida secundária. Os jogadores e oponentes podem desarmar uns aos outros à queima-roupa, e os jogadores podem usar esse recurso para roubar armas ou deixar os inimigos inconscientes. Os danos sofridos durante o combate são baseados na localização, com um tiro no torso causando mais dano do que um tiro em um membro. Uma série de tutoriais e atividades de treinamento podem ser realizadas no overworld do jogo. A mais notável delas é o campo de tiro, onde os jogadores podem testar sua proficiência com as armas do jogo em desafios individuais. Além das atividades de treinamento, os jogadores podem encontrar informações sobre os locais e personagens do jogo, que são desbloqueados gradualmente à medida que completam as fases.

### Campanha

Nesta fase, o jogador está mirando em um oponente. O HUD do jogo no canto inferior direito mostra a munição restante do jogador e a função selecionada da arma.

Perfect Dark apresenta um modo campanha onde um único jogador controla a protagonista do jogo, Joanna Dark, através de uma série de fases reunidas em missões. Em cada fase, o jogador deve completar um conjunto de objetivos enquanto os oponentes controlados pela inteligência artificial do jogo tentam atrapalhar o progresso do jogador. Os objetivos geralmente exigem a recuperação e o uso de dispositivos de alta tecnologia, como óculos de visão noturna ou decodificadores de portas. O jogador tem liberdade de como abordar os encontros e muitos objetivos podem ser concluídos em uma ordem não linear. Furtividade é um elemento importante da jogabilidade porque o jogador pode matar oponentes sem ser visto ou permanecer sem ser detectado usando disfarces. Se Joanna falhar em um objetivo ou sua vida estiver totalmente esgotada, o jogador deve começar a fase novamente desde o início.
Cada fase pode ser jogada em três níveis de dificuldade distintos. Estes afetam aspectos como o número de objetivos que devem ser completados, danos sofridos pelos oponentes, a eficácia da ajuda de mira opcional do jogo e a disponibilidade de munição e escudos de proteção. Quatro fases bônus podem ser desbloqueadas ao completar a campanha em cada opção de dificuldade e todos os desafios no campo de tiro. Algumas dessas fases bônus permitem que o jogador assuma o papel de um personagem diferente. Se todas as fases forem concluídas na maior dificuldade, uma opção adicional torna-se disponível, permitindo que o jogador personalize vários aspectos dos oponentes do jogo, como sua vida, precisão de mira e os danos que eles infligem. O jogador pode desbloquear cheats completando fases dentro de um certo limite de tempo.
A campanha inclui um modo cooperativo, permitindo que dois jogadores, ou um jogador e até quatro bots controlados por computador, enfrentem uma fase juntos. Se dois jogadores jogarem, o jogo divide a tela horizontalmente ou verticalmente. Opções como fogo amigo podem ser desativadas e apenas um jogador é necessário para sobreviver a uma fase. Um modo "Counter-Operative" está incluído, permitindo que um jogador jogue uma fase como Joanna enquanto outro assume o papel de um oponente para tentar impedi-la. O oponente controlado pelo jogador tem menos vida do que Joanna, mas reaparecerá como outro oponente quando derrotado. O jogador adversário pode escolher assumir o controle de outro rival a qualquer momento, engolindo uma pílula suicida.

### Multijogador
Perfect Dark apresenta um modo multijogador onde até quatro jogadores e oito bots controlados por computador podem competir entre si em diferentes arenas. Uma tela dividida é usada para vários jogadores. Os jogadores começam um jogo desarmados e com uma certa quantidade de vida. Armas e munições são colocadas ao redor da arena em posições predefinidas. Uma vez que um jogador é morto, ele é regenerado desarmado em outro lugar da arena. O objetivo de cada jogo é determinado pelo cenário que está sendo jogado. Os cenários variam desde o modo tradicional de mata-mata, onde os jogadores marcam pontos matando oponentes, até modos baseados em objetivos, como Capture the Flag e King of the Hill. Outros cenários incluem o Hold the Briefcase, onde os jogadores devem pegar uma pasta e sobreviver com ela pelo maior tempo possível, e Hacker Central, um tipo de jogo onde os jogadores ganham pontos hackeando um sistema de computador usando um dispositivo de uplink de dados.
Aspectos de um jogo multijogador podem ser altamente personalizados, incluindo a arena escolhida, as condições de vitória e a habilidade de escolher quais armas e itens aparecem na arena. Os jogadores podem ser agrupados em equipes ou competir individualmente e, opcionalmente, podem ser mostrados em cores de acordo com sua equipe. A aparência, afiliação da equipe, nível de habilidade e comportamentos predefinidos de cada bot controlado por computador podem ser personalizados. Os comportamentos predefinidos variam desde perseguir o jogador com a maior pontuação até perseguir exclusivamente o jogador que o matou por último. Outros comportamentos restringem os bots a atacarem apenas os jogadores usando punhos e golpes de desarmamento. Em níveis de habilidade mais altos, os bots realizam ações em um nível sobre-humano. Os jogadores podem emitir comandos para bots de sua equipe para realizar certas tarefas. Por exemplo, um jogador pode ordenar que um bot aliado defenda uma área ou ataque um oponente designado.
O modo multijogador inclui 30 desafios predefinidos contra bots que podem ser enfrentados por um ou mais jogadores. Esses desafios cobrem uma variedade de tipos de jogos, arranjos de armas e configurações de fases. Ao completar os desafios, recursos adicionais, como novas armas, modelos de jogadores e comportamentos de bots são desbloqueados. No final de uma partida, os resultados gerais são mostrados, juntamente com informações sobre o desempenho individual dos jogadores. O jogo mantém o controle das estatísticas do jogador, como dano causado e distância percorrida, e premia os jogadores com medalhas com base em seu desempenho. Os jogadores são classificados de acordo com seu desempenho; quanto melhor for o desempenho, maior será a nota. O progresso geral do jogador, configurações multijogador e perfis de personagem podem ser salvos no cartucho de Nintendo 64 do jogo ou em um Controller Pak. O jogo também suporta o Rumble Pak.

## Enredo
Perfect Dark se passa em 2023 contra o pano de fundo de uma guerra interestelar entre duas raças alienígenas: os Maians, que se assemelham aos alienígenas arquetípicos Greys, e os Skedar, criaturas semelhantes a répteis que usam um dispositivo de camuflagem para parecerem humanos. Na Terra, há uma rivalidade contínua entre duas empresas: a Carrington Institute, um centro de pesquisa fundado por Daniel Carrington que opera secretamente um grupo de espionagem em parceria com os Maians; e a dataDyne, uma empresa contratante de defesa chefiada por Cassandra de Vries. Em troca da criação de uma IA com habilidades de quebra de código para acessar uma espaçonave alienígena antiga no fundo do Oceano Pacífico, os Skedar concordam em fornecer à dataDyne tecnologia alienígena suficiente para se tornar a maior corporação da Terra.
O jogador assume o papel de Joanna Dark, uma agente do Carrington Institute, cujas excelentes pontuações em treinamento lhe renderam o codinome "Perfect Dark". Em sua primeira missão, ela é enviada para extrair um desertor conhecido como Dr. Caroll de um laboratório da dataDyne. Dr. Caroll é revelado como sendo a IA criada pela dataDyne e está preocupado com a missão para a qual foi projetado. Após a extração, Carrington é mantido em cativeiro em sua vila privada por soldados da dataDyne. Quando Joanna o resgata, ela é informada de que Dr. Caroll foi levado a uma frente de dataDyne em Chicago. Lá, Joanna descobre que Cassandra, o diretor da NSA Trent Easton, e um homem misterioso conhecido como Mr. Blonde planejam sequestrar o presidente dos Estados Unidos para obter acesso a um navio de pesquisa em alto mar chamado Pelagic II. Embora o presidente esteja em perigo, Carrington alerta Joanna que uma nave Maian foi abatida perto da Área 51 e a envia para resgatar um protetor Maian chamado Elvis.
Como o presidente dos Estados Unidos se recusa a emprestar o Pelagic II a dataDyne, a NSA envia uma equipe de ataque para matá-lo e substituí-lo por um clone criado pela dataDyne. A equipe de ataque invade a base aérea de onde partirá o Air Force One. Quando Joanna frustra este ataque, a NSA e um grupo de Skedar camuflados assumem o controle do próprio avião, que cai após Joanna tentar separar uma nave anexada a ele. Tendo sobrevivido ao acidente, Joanna elimina o clone do presidente e resgata o presidente real. A incompetência de Trent irrita Mr. Blonde, que o mata após desativar seu dispositivo de camuflagem. Sem outras opções, a dataDyne sequestra o Pelagic II para alcançar a nave espacial antiga. No entanto, sem o conhecimento da dataDyne, a espaçonave contém uma arma poderosa capaz de destruir um planeta e os Skedar pretendem testá-la na Terra antes de usá-la contra o planeta natal dos Maian.
Joanna e Elvis seguem a dataDyne até a espaçonave antiga, onde encontram um Dr. Caroll reprogramado quebrando a arma. Joanna substitui sua personalidade atual por um backup do original, e o restaurado Dr. Caroll define a arma para se autodestruir. Enquanto Carrington e Joanna se preparavam para uma recepção presidencial, os Skedar atacam o Carrington Institute e capturam Joanna. No espaço, a bordo de uma nave alienígena a caminho do mundo natal dos Skedar, Joanna se encontra em uma cela com Cassandra. Sentindo que foi usada, Cassandra se redime distraindo-se e sacrificando-se, libertando Joanna e, portanto, dando a si mesma uma chance de vingança. Com a ajuda de Elvis, Joanna assume o controle da espaçonave e pousa no mundo natal dos Skedar, onde acaba derrotando o líder Skedar, deixando os Skedar em desordem. O jogo termina com Elvis e Joanna deixando o planeta pouco antes de um bombardeio orbital da marinha de guerra Maian.

## Desenvolvimento

### Conceito edesign
Perfect Dark foi desenvolvido pela Rare e originalmente dirigido por Martin Hollis como um sucessor espiritual do jogo de tiro em primeira pessoa GoldenEye 007 (1997) também da Rare. Pouco depois do lançamento de GoldenEye 007, a desenvolvedora planejava trabalhar em um jogo baseado na sequência do filme GoldenEye (1995), Tomorrow Never Dies (1997), mas a empresa foi superada pela Electronic Arts, que lançaria sua adaptação para jogo eletrônico do filme em 1999. O resultado não incomodou os desenvolvedores, que sentiram que já haviam passado muito tempo imersos no universo de James Bond. Os títulos de trabalho para o novo projeto incluíam "Covert Ops" e "Alien Intelligence" antes das palavras "Perfect Dark" serem escolhidas. A palavra "Dark" foi escolhida por sua associação com o foco sombrio do jogo em matar. Hollis observou semelhanças de nomenclatura com o jogo de tiro em primeira pessoa Black (2006) da Criterion Games: "Desenvolvedores de jogos [que usam palavras ou conceitos] como preto, niilismo, futuros distópicos, o número zero, infinito, esferas, perfeição — todo esse tipo de coisa". O símbolo de barra dupla no logotipo do jogo foi inspirado no sistema de escrita japonês, enquanto a má gramática da frase "Perfect Dark" parcialmente alude ao afeto de Hollis pela forma como os desenvolvedores japoneses usam palavras em inglês em seus próprios jogos e produtos.
O cenário de ficção científica do jogo foi escolhido devido ao interesse dos desenvolvedores no gênero. A série de televisão The X-Files inspirou a incorporação de um personagem alienígena grey e a premissa de alienígenas sendo investigados. Outras influências no cenário, tema e enredo incluíram teorias de conspiração e obras como o mangá Ghost in the Shell, quadrinhos Elektra, os filmes Blade Runner (1982) e Judge Dredd (1995), e a escrita do autor Philip K. Dick. Hollis e o projetista David Doak idealizaram cenários arquitetônicos distópicos e de ficção científica impressivos; o enredo foi então construído em torno desses locais. Por exemplo, a primeira fase ocorre em um arranha-céu que o artista principal Karl Hilton sempre quis construir e apresenta ambientes realistas como escadas de serviço e uma área externa que pode ser explorada. Embora o jogo apresente um novo universo fictício, ele ainda foi concebido como um jogo de tiro de espionagem como GoldenEye 007. O desejo dos desenvolvedores de expandir sua mecânica furtiva, junto com sua admiração pelo jogo furtivo Metal Gear Solid (1998), levou à criação de aparelhos como a CamSpy e o dispositivo de uplink de dados.
A decisão de fazer do personagem central uma mulher era parte da crença de Hollis de que deveria haver mais jogos estrelados por mulheres, considerando o fato de GoldenEye 007 já estrelar um homem. Para tanto, a equipe criou Joanna Dark, influenciada por uma série de heroínas fictícias: Kim Kimberly do jogo de ficção interativa Snowball (1983), a sedutora espiã Agent X-27 do filme Dishonored (1931), a femme fatale homônima do filme La Femme Nikita (1990) e a agente do FBI Dana Scully de The X-Files. O nome "Joanna Dark" foi retirado da pronúncia francesa de Joana d'Arc como "Jeanne d'Arc", enquanto o nome da empresa do jogo dataDyne foi inspirado por Yoyodyne do romance The Crying of Lot 49 (1965) de Thomas Pynchon. O traçado da fase do Air Force One foi inspirado no filme de 1997 de mesmo nome porque era o único material de referência que a equipe tinha. No modo Counter-Operative do jogo, a ideia de que o oponente pode assumir o controle de outro adversário a qualquer momento foi inspirada no filme Matrix (1999), onde os agentes podem reaparecer como outra pessoa na realidade simulada do filme.

### Produção

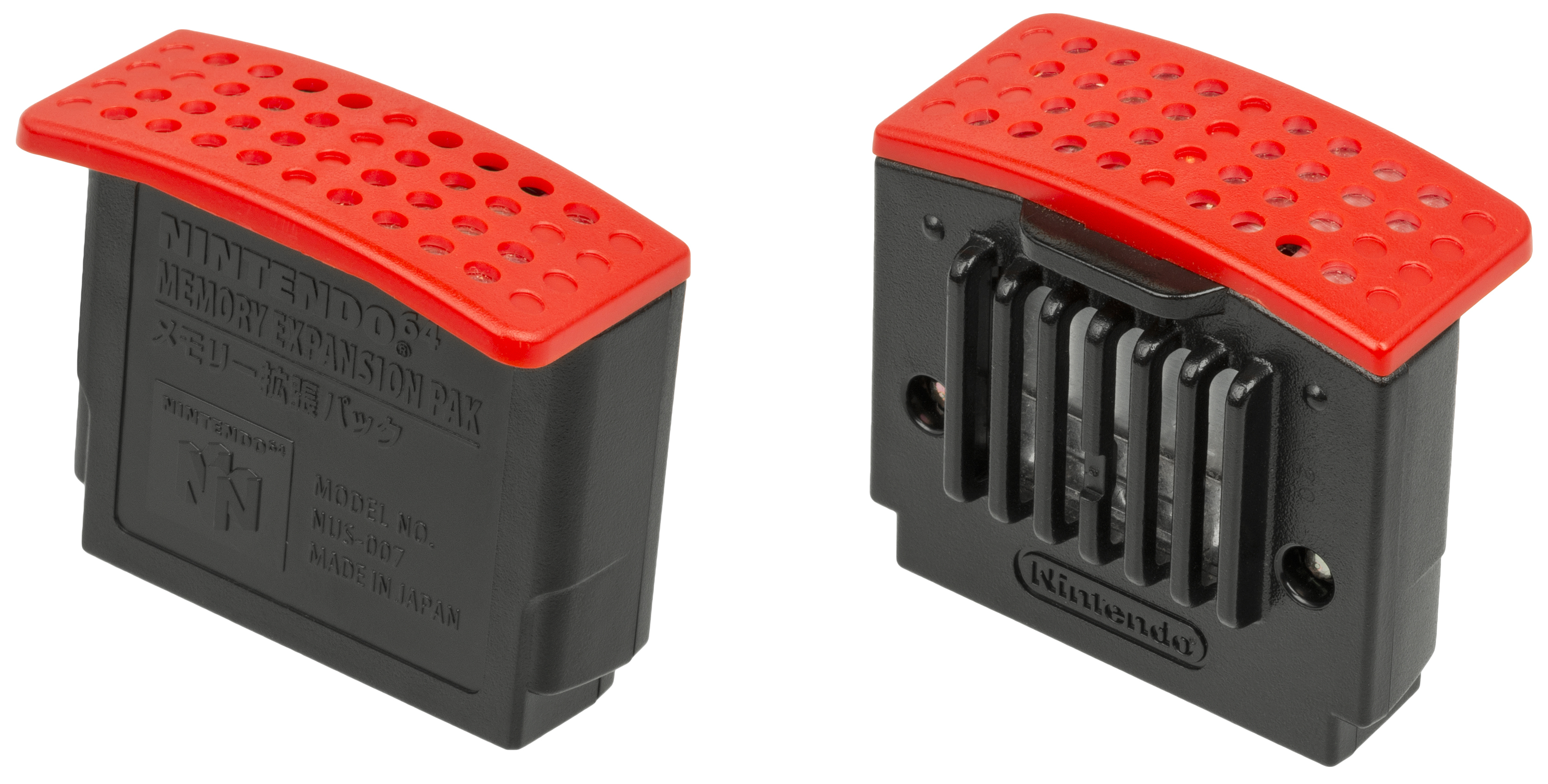
O Expansion Pak é necessário para acessar a campanha do jogo e a maioria dos recursos multijogador.

Quando a produção do jogo começou, os desenvolvedores atualizaram o motor de jogo de GoldenEye 007 com novos recursos e aprimoramentos, como iluminação em tempo real e suporte para uma maior quantidade de texturas e ambientes mais amplos. De acordo com a Rare, apenas 30% do motor original permaneceu, fornecendo uma estrutura básica para construir fases e animar personagens. Um novo sistema de movimentação foi construído, permitindo que os jogadores caíssem de bordas. Outras melhorias incrementais incluíram melhores efeitos de quebra de vidro, que permitiriam que os jogadores atirassem em objetos como garrafas de vinho, e a inclusão de bots controlados por computador em partidas multijogador. A inteligência artificial foi melhorada para que os oponentes pudessem trabalhar em equipe e sacar uma arma secundária quando desarmados. Gritos de morte e efeitos sangrentos mais elaborados, que permitem que os tiros dispersem e manchem o sangue dos inimigos em paredes e objetos próximos, também foram adicionados.
Originalmente, Hollis esperava que a diferença entre claro e escuro fosse uma característica significativa da jogabilidade, e o título pretendia refletir esse foco. Uma lanterna foi implementada pelo engenheiro de software Steve Ellis, que foi responsável por grande parte do modo multijogador de GoldenEye 007, mas acabou não sendo incluída no jogo devido às limitações do hardware do Nintendo 64. Em 2006, Hollis observou que tais objetivos eram ambiciosos demais, afirmando que "ainda hoje, você pode ver que os desenvolvedores de jogos lutam para tornar a luz e a escuridão fundamentais a partir de uma perspectiva de jogo". No entanto, o jogo apresenta uma iluminação mais avançada do que seu antecessor. Por exemplo, luzes podem ser disparadas para criar áreas escuras, tiros e explosões iluminam salas dinamicamente, e o jogador pode usar óculos infravermelhos ou de visão noturna.
Hollis esteve envolvido com Perfect Dark durante os primeiros 14 meses de seu ciclo de desenvolvimento de quase três anos, durante os quais o progresso foi insatisfatório. Como ele explicou, "cada um de nós estava pedindo mais do que o outro poderia dar. Esta situação terminou com a minha saída e, com muito pesar, não pude ver Perfect Dark até o fim". A decisão de Hollis veio depois que seu contrato de quatro anos com a Rare estava prestes a expirar, que ele optou por não renovar porque queria ir atrás de outros interesses. Pouco depois de sua saída em setembro de 1998, quatro membros adicionais — Doak, Hilton, Ellis e o compositor Graeme Norgate — deixaram a Rare para formarem a Free Radical Design, em parte porque estavam insatisfeitos com o ambiente de trabalho. Isso resultou na perda de metade da força de trabalho e levou a Rare a designar mais pessoas para a equipe restante no projeto, que acabou se tornando três vezes maior do que a de GoldenEye 007. O programador Mark Edmonds foi promovido a líder de equipe por causa de seu conhecimento do motor do jogo. Embora a história e as ideias para o jogo tenham sido mantidas intactas, a nova equipe contribuiu tanto para o desenvolvimento que foi vista como um novo começo. A equipe trabalhava em um ambiente muito isolado e livre e não tinha gerente de produção, agendas, reuniões, pressão comercial ou qualquer tipo de prazo. De acordo com o artista Brett Jones: "As pessoas simplesmente faziam coisas que achavam legais e trabalhavam".
Na primavera do Reino Unido em 1999, a Rare mudou sua sede de uma casa de fazenda do campo em Twycross, Leicestershire, para seu atual complexo de escritórios multimilionário. Embora os locais estejam a poucos minutos de distância um do outro, a mudança causou pequenas perturbações para alguns. A Rare instalou um estúdio interno de captura de movimento, que foi usado para capturar animações de golpes e ciclos completos de caminhada. O projetista Duncan Botwood usou um par de saltos para retratar Joanna Dark em algumas sessões, mas a artista de captura de movimentos Laurie Sage executou a maioria de seus movimentos. Muitos dos oponentes do jogo foram baseados em membros da equipe de desenvolvimento, que também realizaram a captura de movimento necessária para as suas animações. Numerosos segredos foram adicionados ao jogo para alimentar os esforços de exploração dos jogadores, incluindo um pedaço de queijo escondido em cada fase. Eles foram deliberadamente colocados por um dos editores de fases como uma estranheza gráfica para a confusão do jogador. O jogo tem duas senhas ocultas: uma encontrada ao pegar um colar em uma fase e outra ao atingir a classificação mais alta no modo multijogador. A Rare originalmente pretendia que esses detalhes acessassem seções protegidas por senhas de sites promocionais e os usasse para um jogo de realidade alternativa.
Conforme os desenvolvedores continuavam adicionando recursos, o jogo acabou usando toda a memória extra em seus consoles de depuração e se tornou grande demais para caber nos 4 MB de memória de acesso aleatório (RAM) padrão do Nintendo 64. Como os desenvolvedores não foram capazes de otimizá-lo, eles fizeram uso do Expansion Pak do Nintendo 64, que aumenta a RAM do console de 4 MB para 8 MB. Embora o Expansion Pak seja necessário para acessar a campanha do jogo e a maioria dos recursos multijogador, um subconjunto limitado de opções de mata-mata está disponível sem o dispositivo — cerca de 35% do jogo pode ser jogado sem um Expansion Pak, conforme estimado no livreto de instruções do jogo. O Expansion Pak permite que o jogo seja opcionalmente jogado em um modo 480i de "alta resolução". O modo Counter-Operative provou ser difícil de ser implementado e atrasou o desenvolvimento do jogo. A natureza iterativa do desenvolvimento do título levou Hollis a descrever o número final de opções multijogador como "uma vasta gama de recursos que eu nunca planejei".
Um dos elementos cortados do jogo foi um recurso que permitia que os jogadores colocassem uma fotografia de sua escolha no rosto de seu personagem multijogador. As fotos teriam que ser tiradas pelo acessório Game Boy Camera e transferidas diretamente para o jogo por meio de um Transfer Pak do Nintendo 64. Elas poderiam então ser cortadas ou editadas com um editor do jogo e mapeadas na cabeça poligonal de um personagem multijogador. As fotos também poderiam ser salvas no cartucho do jogo ou em um Controller Pak para compartilhamento entre jogos. Embora o produtor do lado-Nintendo da Rare, Ken Lobb, tenha declarado originalmente que o recurso foi removido devido a dificuldades técnicas, o motivo real foi revelado como questões delicadas em torno da habilidade dos jogadores de atacar imagens de pessoas reais. A decisão da Rare veio depois de ataques recentes, como o massacre da Columbine High School, quando novas leis de censura estavam sendo introduzidas nos Estados Unidos.
A trilha sonora foi composta principalmente por Grant Kirkhope, que substituiu Norgate após sua saída. Escrever música de ficção científica foi uma experiência nova e agradável para Kirkhope, já que ele havia trabalhado principalmente em Banjo-Kazooie na época. Enquanto ele se inspirava em Blade Runner e no som de assobio da música tema de The X-Files, ele reutilizou muito do conjunto de samples de Norgate, especialmente sons de ficção científica peculiares que ele havia criado. Uma das poucas contribuições de Norgate para a trilha sonora final de Perfect Dark foi o tema da primeira fase. Um terceiro compositor, David Clynick, compôs a sequência cinematográfica do jogo enquanto Kirkhope trabalhava em Donkey Kong 64 e Banjo-Tooie. O jogo suporta uma proporção widescreen 16x9 e som surround Dolby, e apresenta uma dublagem para todos os diálogos do jogo e cutscenes. A Nintendo queria uma atriz americana para dublar Joanna Dark, mas o papel acabou indo para a compositora Eveline Fischer. Já que Perfect Dark apresenta mais de 45 minutos de cutscenes dubladas, o jogo foi enviado em um cartucho de 32 MB.

## Divulgação e lançamento

Embora o título localizado de "Red and Black" tivesse sido abandonado, os anúncios e a arte da capa japoneses ainda mantiveram o tema de duas cores (vermelho e preto).

Embora o desenvolvimento de uma sequência de GoldenEye 007 tivesse sido confirmado no início de 1998, Perfect Dark foi formalmente apresentado como o jogo principal da Nintendo na E3 1998 em Atlanta, Geórgia. Originalmente agendado para ser lançado no verão norte-americano de 1999 e posteriormente em dezembro de 1999, Perfect Dark foi fortemente promovido em revistas de jogos eletrônicos, com a Nintendo Official Magazine prevendo que seria "o melhor jogo de tiro deste século". Uma versão funcional do jogo apareceu na European Computer Trade Show em setembro de 1998; A N64 Magazine descreveu a prévia como tendo "o tipo de atenção aos detalhes que deixou todos que a viram babando". Uma versão mais completa foi apresentada na E3 em maio de 1999, onde a compatibilidade do jogo com o Game Boy Camera foi anunciada, e no Nintendo Space World em agosto de 1999, ao lado de Donkey Kong 64 e Jet Force Gemini. Pouco antes do lançamento, a Rare revelou um site dedicado para a empresa fictícia do jogo dataDyne para promover o interesse no enredo do jogo.
Perfect Dark foi lançado pela primeira vez na América do Norte em 22 de maio de 2000. A Nintendo organizou uma série de campanhas publicitárias, incluindo a contratação da modelo Michele Merkin, que apareceu como Joanna Dark em comerciais e promoções em lojas de jogos eletrônicos. O título recebeu uma classificação "Mature" (M) da Entertainment Software Rating Board (ESRB), especialmente por seu conteúdo gráfico e linguagem adulta. Isso gerou certa controvérsia já que a Nintendo possui uma reputação de jogos voltados para a família. O lançamento europeu ocorreu em 30 de junho de 2000. Para complementar o jogo, a Rare lançou uma contraparte para Game Boy Color, também intitulada Perfect Dark, logo depois. O jogo de Game Boy Color apresenta um modo de compatibilidade que permite que certos cheats dentro do jogo de Nintendo 64 sejam desbloqueados alternativamente através do Transfer Pak. No Japão, Perfect Dark foi lançado em 21 de outubro de 2000.
Perfect Dark apresenta uma arte de capa diferente para cada lançamento regional. O diretor de arte da Rare, Kev Bayliss, que criou as artes norte-americana e europeia, projetou a versão norte-americana em um dia porque a Rare precisava dela muito rapidamente. Ele então criou um modelo de Joanna Dark mais adequado para a versão europeia e todo o material promocional da época. Para o lançamento japonês, uma imagem completamente diferente foi solicitada pela Nintendo, que originalmente considerou lançar o jogo no Japão sob o título "Aka to Kuro" (赤と黒, lit. "Red and Black" ou "Vermelho e Preto"). "Perfect Dark" não se traduz bem para o japonês, e o título "Aka to Kuro" foi considerado suficientemente ousado. O jogo acabou sendo lançado como パーフェクト・ダーク (Pāfekuto Dāku), uma transliteração do título ocidental.
De acordo com o sistema Toy Retail Survey Tracking da NPD, Perfect Dark foi o segundo jogo mais vendido de maio de 2000 na América do Norte, atrás apenas de Pokémon Trading Card Game. O lançamento japonês teve vendas totalizando 35 mil unidades em sua primeira semana. Considerado um best-seller, Perfect Dark se juntou à seleção de jogos "Player's Choice" da Nintendo em 21 de dezembro de 2000. O jogo vendeu relativamente bem durante a temporada de férias do ano, alcançando a 23ª posição na tabela de todos os formatos na semana de 24 de dezembro de 2000. Até março de 2003, Perfect Dark vendeu quase 1,3 milhão de cópias nos Estados Unidos e 77 mil no Japão. As vendas totais nos Estados Unidos alcançaram 1,5 milhões em dezembro de 2007. Em uma entrevista de 2011 para a Eurogamer, o projetista Chris Tilston revelou que as vendas vitalícias do jogo haviam chegado a 3,2 milhões, mas não esclareceu se o número representava unidades enviadas para varejistas.

## Recepção
Perfect Dark foi aclamado pela crítica ao ser lançado. No agregador de resenhas Metacritic, o título tem uma pontuação média de 97/100, com base em 30 avaliações, indicando "aclamação universal". É o segundo jogo mais bem avaliado da história do Nintendo 64 no Metacritic, atrás de The Legend of Zelda: Ocarina of Time. Os aspectos mais elogiados do jogo foram seus gráficos, inteligência artificial e número de opções multijogador. A GameSpot afirmou que, como um jogo de tiro em primeira pessoa para console, Perfect Dark é "incomparável", enquanto que o jornalista Matt Casamassina, da IGN, observou que seus extensos recursos diferenciam o jogo de seus pares. Da mesma forma, a N64 Magazine descreveu Perfect Dark como "assustadoramente enorme", afirmando que "pega tudo o que tornou seu antecessor um favorito duradouro e o faz maior, melhor e com mais frequência". A Edge concluiu que, embora o jogo não seja tão revolucionário quanto seu antecessor, ele refina sua "jogabilidade fenomenal enquanto desenvolve maciçamente seus componentes multijogador". Os editores da Nintendo Power chamaram o jogo de "inegavelmente uma obra de arte", cheio de suspense e "mais atraente do que a maioria dos filmes de ação e muito mais profundo do que qualquer jogo desse tipo".
Os gráficos foram elogiados por sua iluminação dinâmica, geometria complexa, texturas variadas e animações suaves. A IGN observou que as fases de Perfect Dark são mais detalhadas do que as de GoldenEye 007, e que os modelos de personagens e armas foram bem animados. A Game Revolution destacou o seu visual semi-realista, dizendo que "aumenta a profundidade e o vício do jogo". Suas cutscenes dubladas, os efeitos de som surround e a trilha sonora atmosférica, que foi descrita como uma mistura entre a trilha sonora de Blade Runner de Vangelis e GoldenEye 007, foram considerados fundamentais para trazer o jogo efetivamente para a vida. A The Electric Playground creditou a Rare por ser capaz de encaixar uma experiência de som tão clara no espaço limitado de um cartucho do Nintendo 64.
A jogabilidade foi elogiada por conta da inteligência artificial desafiadora dos inimigos e level design variado. Os inimigos foram admirados pelo uso de táticas de esquadrão, capacidade de esperarem que os jogadores voltassem em vez de persegui-los obedientemente e por se esconderem em uma parede para se protegerem. Assim como em GoldenEye 007, a abordagem não linear do jogo para completar os objetivos de missão foi destacada positivamente, dando aos jogadores liberdade para lidar com as situações como acharem adequado. O modo multijogador foi visto como o aspecto mais forte do jogo. Os revisores observaram que a flexibilidade das opções, número de modos de jogo, armas "inteligentes", número de recursos desbloqueáveis e bots controlados por computador personalizáveis dão ao jogo um valor de rejogabilidade sem precedentes. A GamePro chamou o modo Counter-Operative do jogo de um dos "modos multijogador mais legais de todos os tempos", afirmando que o jogador que joga como Joanna nunca sabe qual inimigo o jogador adversário controla.
A taxa de quadros inconsistente do jogo foi frequentemente criticada. De acordo com o autor do livro Trigger Happy, Steven Poole, a "resolução temporal inadequada do jogo — devido a uma escolha equivocada de privilegiar os detalhes visuais sobre a taxa de quadros — tornou-o impossível de jogar em fases de dificuldade mais elevada". Os editores da IGN observaram que a taxa de quadros pode ser instável em grandes áreas ou ambientes com muitos personagens na tela, mas sentiram que eles ficavam frequentemente envolvidos no jogo para notarem tal problema e então estavam dispostos a perdoá-lo. Poole descreveu o "fetichismo preguiçoso de ficção científica" do design da personagem de Joanna Dark como "uma tentativa flagrante e condenada de roubar o trovão de Lara Croft", e argumentou que ela ilustrou os desafios de caracterizar os protagonistas de jogos de tiro em primeira pessoa, um problema que GoldenEye 007 evitou usando o já conhecido personagem James Bond.
Em seus prêmios de Melhores e Piores de 2000, os editores da GameSpot premiaram Perfect Dark nas categorias de "Melhor Jogo para Nintendo 64" e "Melhor Jogo de Tiro", e o indicaram na categoria de "Melhor Jogo Multijogador". A Rare foi reconhecida por seu trabalho no jogo e recebeu o prêmio de "Imagens em Movimento" do BAFTA Interactive Entertainment Awards em 2000, e o Golden Satellite Award de "Melhor Produto Interativo" em 2001.

## Legado
Pouco depois do lançamento de Perfect Dark, a Rare planejou desenvolver um título "irmão", chamado Velvet Dark, para o Nintendo 64 ou para seu sucessor, o GameCube, mas o projeto acabou sendo abandonado. O nome "Velvet Dark" faz referência à suposta irmã de Joanna Dark, a personagem que os jogadores assumem no modo cooperativo do jogo. Enquanto isso, a Free Radical Design lançou TimeSplitters para PlayStation 2 em outubro de 2000, um jogo de tiro em primeira pessoa construído em um motor completamente novo. TimeSplitters carrega várias semelhanças com GoldenEye 007 e Perfect Dark em termos de jogabilidade e apresentação, incluindo um sistema de mira semelhante e opções desbloqueáveis por meio de conclusões rápidas de fases. Depois que a Rare foi comprada pela Microsoft em 2002, a empresa lançou uma prequência, Perfect Dark Zero, como um título de lançamento para o Xbox 360 em 2005. Embora o jogo tenha recebido críticas geralmente positivas dos críticos, algumas publicações disseram que ele não atendeu às expectativas.
Em uma análise retrospectiva, a Edge reconheceu que a taxa de quadros do jogo e outros elementos datados de seu design o tornava "quase impossível de jogar". A revista observou que a mentalidade ambiciosa que resultou em armas e jogadores controlados por computador sendo "projetados para possibilidades ao invés de equilíbrio" é um dos aspectos mais interessantes de Perfect Dark e a causa de seu maior problema: "Restrição [...] tornou Perfect Dark uma experiência mais precisa e focada, favoreceu esses problemas de taxa de quadros e eliminou a maior parte da diversão". A revista concluiu que, apesar de Perfect Dark não se apresentar como um bom jogo para se jogar em 2009, "sua corrente de ideias e provocações [...] permanece sólida". Em 2015, a Den of Geek considerou Perfect Dark como "um jogo que é mais voltado para o gênero de tiro mais do que normalmente é creditado", e disse que o título ainda estava à frente do seu tempo porque nenhum jogo havia revitalizado suas ideias.
Desde o seu lançamento, o jogo atraiu uma sequência de jogadores de elite que constantemente tentam realizar speedruns em suas fases e quebrar recordes mundiais. Esses registros são gerenciados por um site e envolvem jogadores altamente qualificados explorando pequenas inconsistências de jogabilidade. Perfect Dark é ocasionalmente citado como um dos melhores jogos eletrônicos de todos os tempos por algumas publicações. Em 2006, o título foi colocado em 15º lugar na escolha dos leitores dos 100 Melhores Jogos de Todos os Tempos da IGN, enquanto que a Nintendo Power o incluiu em sua lista dos 200 Melhores Jogos da Nintendo. Em 2007, os editores da IGN colocaram o jogo em 86º lugar em sua lista dos 100 Melhores Jogos de Todos os Tempos, observando que "Tudo que GoldenEye fez muito bem, Perfect Dark também fez, e mais um pouco." Da mesma forma, a Edge classificou o título em 28º lugar em sua lista de 2007 dos 100 Melhores Jogos (uma lista votada por leitores, funcionários da Edge e profissionais da indústria de jogos). A revista afirmou que o título trouxe a era do Nintendo 64 a um fim satisfatório.
Um reboot, também intitulado Perfect Dark, está sendo desenvolvido pela The Initiative.

## Remasterização
Uma remasterização do jogo, também intitulada Perfect Dark, foi lançada em 2010 para Xbox 360 por meio de seu serviço de download Xbox Live Arcade, apresentando uma taxa de quadros e gráficos aprimorados, bem como um modo multijogador on-line. A remasterização foi desenvolvida pela 4J Studios, o mesmo estúdio que lidou anteriormente com os portes para Xbox 360 dos jogos de plataforma Banjo-Kazooie e Banjo-Tooie da Rare. O jogo recebeu críticas geralmente favoráveis de publicações de jogos eletrônicos. Alguns críticos consideraram que o jogo é relativamente inalterado e desatualizado, mas a maioria concordou que o título era um renascimento sólido de um clássico. Em 2015, a remasterização foi incluída na compilação Rare Replay para Xbox One.